# Zagăr
Zagăr (deutsch Rode, ungarisch Zágor) ist Gemeindesitz der gleichnamigen Gemeinde im Kreis Mureș in der Region Siebenbürgen in Rumänien. Zur Gemeinde gehört auch das Dorf Seleuș (Kleinalisch).

## Geographische Lage

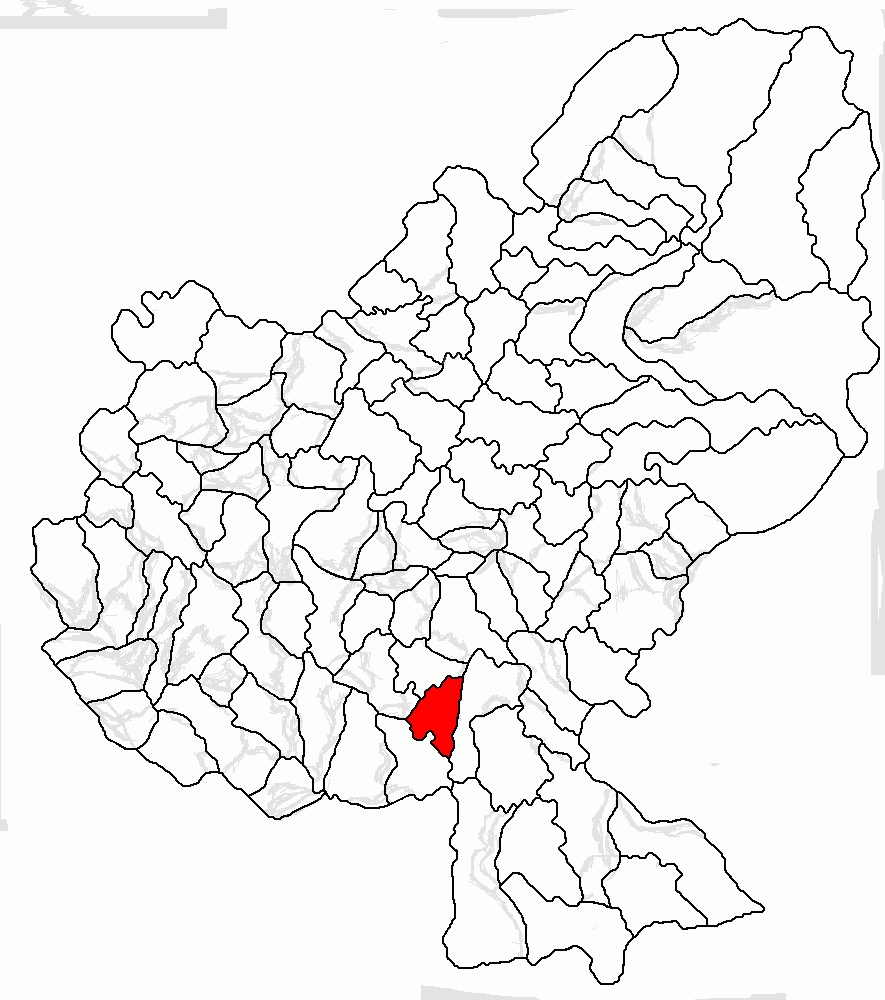
Lage der Gemeinde Zagăr im Kreis Mureș

Der Ort liegt in einem südlichen Seitental der Târnava Mică (Kleine Kokel) im Zwischenkokelgebiet, ungefähr 20 Kilometer Luftlinie nordwestlich von Sighișoara (Schäßburg) und 28 km nordöstlich von Mediaș (Mediasch) entfernt. Am Domald – ein linker Zufluss der Târnava Mică – und der Kreisstraße (drum județean) DJ 142C, befindet sich der Ort Zagăr etwa 40 Kilometer südlich von der Kreishauptstadt Târgu Mureș (Neumarkt am Mieresch) entfernt.

## Geschichte
Rode, urkundlich erstmals 1412 erwähnt, war eine der nördlichsten Siedlungen der Siebenbürger Sachsen auf Kokelburger Komitatsboden. Die Bewohner waren bis 1848 Hörige adliger ungarischer Grundbesitzer. Sie genossen jedoch gewisse Privilegien, die ihnen bei der Ansiedlung zugesichert wurden und ihnen im Vergleich zu den Bewohnern nichtsächsischer grundhöriger Ortschaften ein etwas leichteres Los bescherten.
Im Königreich Ungarn gehörte die heutige Gemeinde dem Stuhlbezirk Erzsébetváros (heute Dumbrăveni) in der Gespanschaft Klein-Kokelburg, anschließend dem historischen Kreis Târnava-Mică und ab 1950 dem heutigen Kreis Mureș an.

## Bevölkerung
Die Bevölkerung des Dorfes entwickelte sich wie folgt:
| 1850 | 1.853 | 60  | 6  | 1.727 | 60  |
| 1900 | 2.042 | 295 | 32 | 1.715 | -   |
| 1941 | 2.497 | 307 | 10 | 2.058 | 122 |
| 1977 | 1.748 | 622 | 21 | 917   | 188 |
| 2002 | 1.208 | 692 | 45 | 33    | 438 |
| 2011 | 1.192 | 616 | 51 | 17    | 463 |
| 2021 | 1.080 | 433 | 19 | 3     | 625 |

1941 wurde die größte Bevölkerungszahl – gleichzeitig die der Siebenbürger Sachsen (1.198 in Zagăr; 860 in Seleuș) – der Gemeinde registriert. Der höchste Anteil der Rumänen (713) wurde 1956, der Roma (534) 2021 und der der Magyaren wurde 2011 registriert. Des Weiteren bekannte sich 2002 ein Einwohner als Serbe.

## Sehenswürdigkeiten
- Die evangelische Kirchenburg Rode und das Dorfmuseum